# Nepoměřice

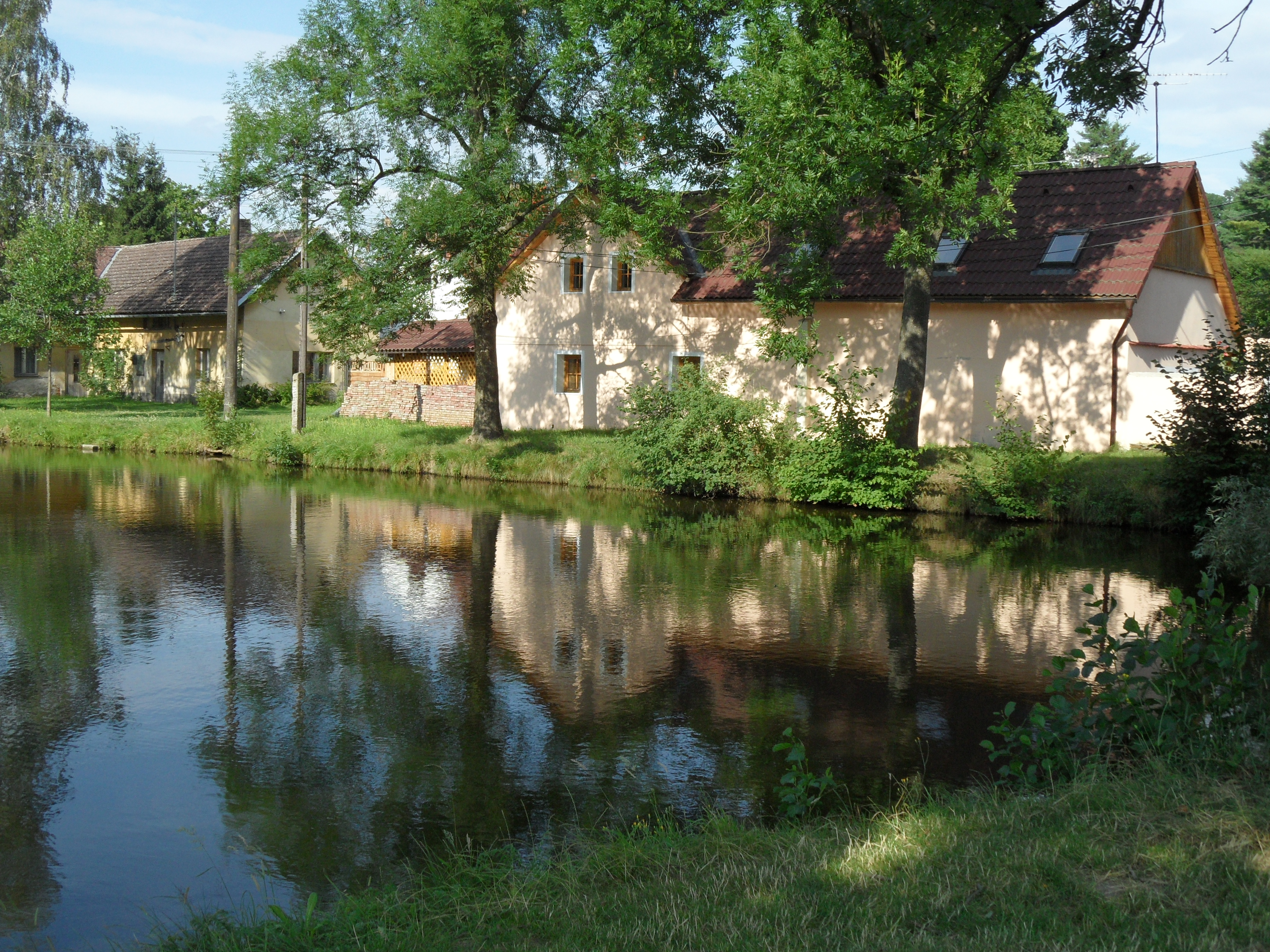
Häuser am Dorfteich

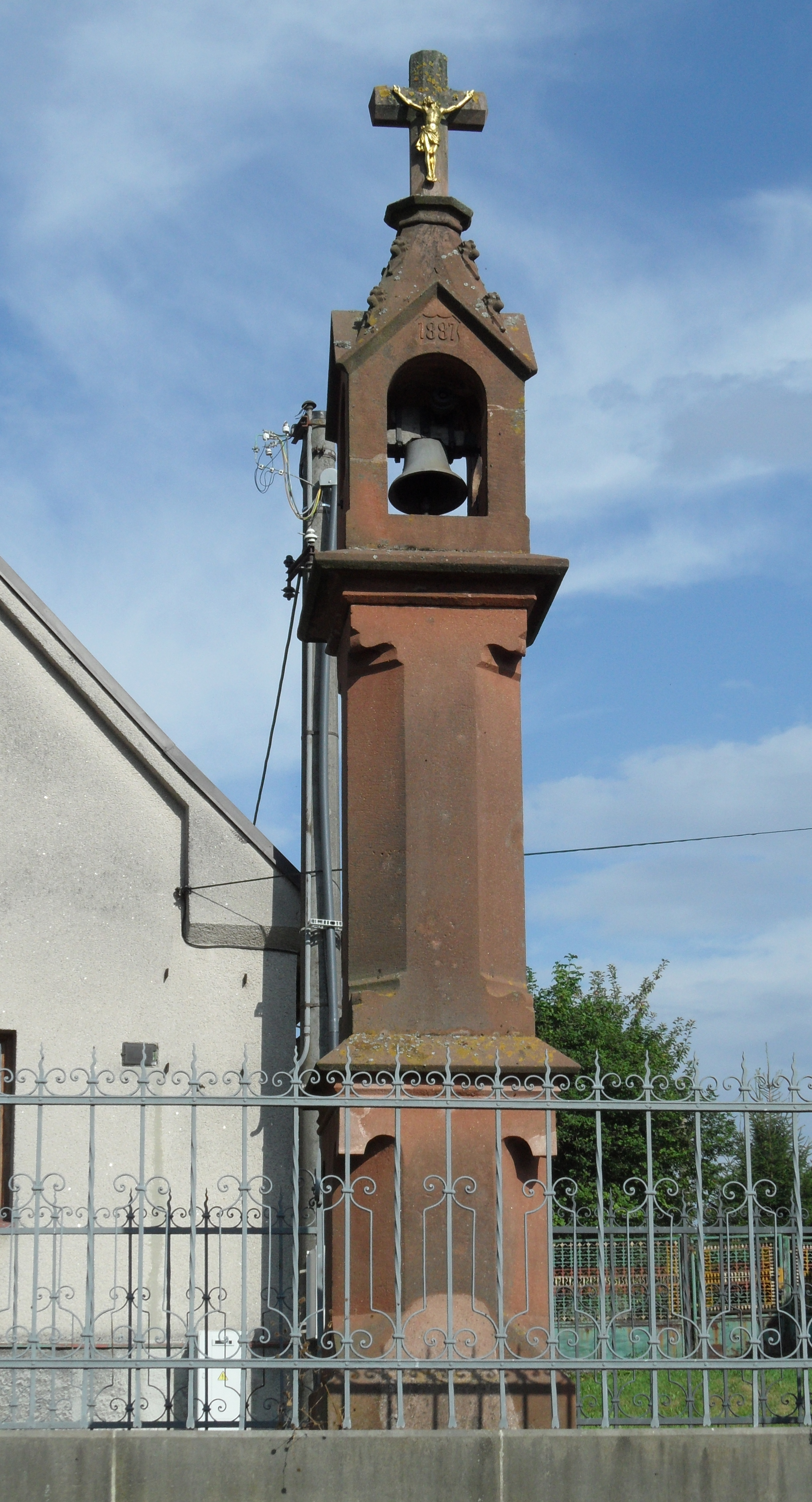
Glockenturm

Nepoměřice (deutsch Nepomierschitz) ist eine Gemeinde im Okres Kutná Hora, Tschechien. Sie liegt sechs Kilometer östlich von Uhlířské Janovice.

## Geographie
Nepoměřice befindet sich am Oberlauf des Baches Košický potok in der Böhmisch-Mährischen Höhe. Nepoměřice ist als typischer Rundling um einen Dorfplatz angelegt, dessen nördlichen Abschluss der Dorfteich bildet.
Am südlichen Ortsrand liegt der Teich Panský rybník. Westlich des Dorfes erstreckt sich der Budský les (Budaer Wald). Im Südwesten erhebt sich die Březina (Schandauer Berg, 555 m n.m.).
Nachbarorte sind Košice im Norden, Albrechtice und Polánka im Nordosten, Bedřichov im Osten, Chroustkov und Miletice im Südosten, Kralice und Kraličky im Süden, Žandov und Sudějov im Südwesten, Budy, Rašovice und Netušil im Westen sowie Mančice, Onomyšl und Samek im Nordwesten.

## Geschichte
Die erste schriftliche Erwähnung des zu den Prager Bischofsgütern gehörigen Dorfes stammt aus dem Jahre 1287. Während der Hussitenkriege bemächtigte sich König Sigismund des Dorfes und verpfändete es zur Deckung seiner Schulden. Ab 1498 gehörte Nepoměřice zum Gut Červený Hrádek, in der Mitte des 16. Jahrhunderts wurde das Dorf zum Gut Kralice untertänig. Im Jahre 1583 wurde Nepoměřice der Herrschaft Pečky zugeschlagen.
Im Jahre 1840 bestand das Dorf Nepoměřitz aus 49 Häusern, in denen 334 Personen, darunter eine jüdische Familie, lebten. Im Ort gab es einen Gemeinde-Schüttboden und ein Wirtshaus. Abseits lag das Silnitzer Wirtshaus (Samek). Pfarrort war Koschitz.
Nach der Aufhebung der Patrimonialherrschaften bildete Nepoměřice eine Gemeinde im Gerichtsbezirk Kohljanowitz. Ab 1868 gehörte das Dorf zum Bezirk Kuttenberg.
Im Jahre 1949 wurde Miletice (mit Bedřichov) eingemeindet. Ab 1961 gehörte auch Košice als Ortsteil zu Nepoměřice. Košice löste sich am 1. Januar 1994 wieder los und bildete eine eigene Gemeinde.

## Gemeindegliederung
Die Gemeinde Nepoměřice besteht aus den Ortsteilen Bedřichov (Friedrichow), Miletice (Miletitz) und Nepoměřice (Nepomierschitz). Zu Nepoměřice gehört außerdem die Einschicht Samek.
Das Gemeindegebiet gliedert sich in die Katastralbezirke Miletice u Nepoměřic und Nepoměřice.

## Sehenswürdigkeiten
- Glockenturm
- Gedenkstein für die Gefallenen des Ersten Weltkrieges